# Gobi
Gobi (kitajsko: 戈壁; mongolsko: Govь) je puščava v osrednji Aziji in je v Aziji tudi največja. Leži v Mongoliji in na Kitajskem. Najdaljša dolžina puščave je okoli 1600 km, širina pa se giblje od 500 do 1000 km. Površina puščave pa je 1 300 000 kvadratnih kilometrov. Večji del puščave Gobi je pokrit s stenami in previsi, samo manjši del je pokrit s peskom. Puščavo Gobi na severu obdaja Altajsko gorovje in mongolska stepa, na jugozahodu meji na Tibetanski plato, na jugozahodu pa na Severno kitajsko planoto.
Gobi je sestavljena iz več različnih ekoloških in geografskih regij, ki temeljijo na razlikah v podnebju in topografiji. Ena je vzhodna stepska ekoregija, druga značilna je palearktična ekoregija v puščavi in v za vegetacijo sušnih področjih. Je dom baktrijske kamele in raznih drugih živali. Gobi je puščava v senci dežja, ki ga blokira greben Himalaje in ki onemogoča da bi padavine iz Indijskega oceana dosegle ozemlje Gobija.
Puščava Gobi je bila v zgodovini tudi del Mongolskega imperija, na njenem območju so se nahajala pomembna mesta ob Svilni in Čajni cesti.

## Geografija
Gobi meri več kot 1500 km od jugozahoda proti severovzhodu in 800 km od severa do juga. Puščava je najširša na zahodu, vzdolž črte, ki povezuje jezero Bosten in slano jezero Lop Nur (87 ° -89 ° vzhodno). Površina znaša okoli 1.295.000 km² po podatkih iz leta 2007. Je peta največja puščava na svetu in največja v Aziji. Velik del puščave Gobi ne prekriva le pesek, ampak golo skalovje.
Gobi ima več različnih kitajskih imen, med njimi 沙漠 (Shamo, izraz za puščavo) in 瀚海 (Hànhǎi, "neskončno morje"). V širšem pomenu besede, Gobi obsega dolg odsek puščave in pol puščave, ki se razteza od vznožja Pamirja 77 ° vzhodno, preko večjega pogorja Khingan 116 ° -118 ° vzhodno, do meje z Mandžurijo in od vznožja gorskih verig Altaj, Sajan in Jablonoi na severu do gorskih verig Kunlun, Altin-Tagh in Čilian, ki tvorijo severni robove Tibetanske planote na jugu.
Razmeroma veliko območje na vzhodni strani pogorja Khingan, med zgornjim tokom reke Songhua (Sungari) in zgornjim tokom Liao-ho naj bi pripadala klasični puščavi Gobi. Nekateri geografi in ekologi pa pravijo zahodnemu območju regije Gobi, v Tarimski kotlini v Šindžjangu in puščavski kotlini Lop Nor in Hami (Kumul), da tvorijo ločeno in neodvisno puščavo, ki jo imenujejo puščava Takla Makan.
Arheologi in paleontologi so opravili številna izkopavanja v kotlini Nemegt v severozahodnem delu puščave Gobi (v Mongoliji), ki je znana po svojih fosilnih zakladih. Našli so ostanke zgodnjih sesalcev, dinozavrovih jajc in prazgodovinske kamnite ostanke, stare okoli 100.000 let.

## Klima
Gobi je hladna puščava, z zmrzaljo in občasno tudi s snegom. Poleg tega leži precej daleč na severu in se nahaja na planoti na nadmorski višini približno 910 - 1.520 metrov, kar prispeva k nizkim temperaturam. V povprečju pade približno 194 milimetrov padavin na leto in to v nalivih. Dodatna vlaga doseže dele Gobija v zimskem času, ko veter prinese sneg iz sibirskih step. Te veter povzroča da so v Gobiju skrajne temperature v območju od -40 °C v zimskem času do 50 °C v poletnih mesecih.
Podnebje v Gobiju je polno ekstremov, saj se temperature lahko zelo hitro in ekstremno spremenijo, ne samo sezonsko, ampak v 24 urah.
Povprečne zimske najnižje temperature so -40 °C, medtem ko so poletja vroča z maksimumom, ki sega do 50 °C. Največ padavin pade poleti.
Čeprav monsuni lahko dosežejo jugovzhodne dele Gobija, je območje v vsej tej regiji na splošno ekstremno suho, še posebej v zimskem času, ko je sibirski anticiklon najmočnejši. Zato nastajajo tudi ledeni peščeni in snežni viharji predvsem spomladi in zgodaj poleti pa tudi v začetku januarja (zima).

## Ohranjanje, ekologija in ekonomija
Puščava Gobi je vir številnih pomembnih fosilnih najdb, vključno s prvimi dinozavrovimi jajci.
Kljub težkim razmeram, v teh puščavah in okoliških regijah živijo številne živali, med njimi gazele (vrsta Gazella subgutturosa), marmorirani dihurji (Vormela peregusna), baktrijske kamele (Camelus bactrianus), mongolski divji osli (Equus hemionus hemionus) in ptica iz družine Charadriinae (angl. sandplovers). Občasno jo obiskujejo snežni leopardi, rjavi medvedi in volkovi. Suši  prilagojeno grmičevje, ki ga najdemo v puščavi Gobi zastopajo Salsola passerina, Haloxylon ammodendron, tamariska (Tamarix arceuthoides) in nizke trave (Stipa gobica). Na območju je ustanovljenih več velikih naravnih rezervatov, med njimi Narodni park Gobi Gurvansaikhan in strogo varovana območja Veliki Gobi A in Veliki Gobi B.
Območje je občutljivo na teptanje živine in na vožnjo s terenskimi vozili (učinki človeških posegov so večji v vzhodni puščavi Gobi, kjer je količina padavin večja in se lahko hrani živina). V Mongoliji so travniki degradirani zaradi paše koz, ki jih gojijo nomadski pastirji za vir kašmirske volne. Gospodarski trendi privatizacije živine in propad mestnega gospodarstva so povzročili, da so se ljudje vrnili k podeželskemu načinu življenja, daleč od urbanizacije.
Velike zaloge bakra in zlata, ki se nahajajo na Oyuu Tolgoi, približno 80 kilometrov od kitajske meje v Mongoliji, so v fazi raziskav in razvoja rudarjenja. Rudnika bakra in zlata Oju Tolgoi sta bila v gradnji družbe Rio Tinto v Južni puščavi Gobi in naj bi začela delovati v začetku leta 2013. Gre za največjo gospodarsko družbo v zgodovini države. Rio Tinto ocenjuje, da bodo davki, licenčnine in dividende, ki naj bi jih ustvaril projekt Oju Tolgoi, prinesli tretjino bruto domačega proizvoda države do leta 2020. Rio Tinto napoveduje povprečno letno proizvodnjo 450.000 ton bakra in 330.000 unč zlata. Glede na rezerve (1,4 milijard ton in 3,1 milijarde ton virov) pričakujejo, da bo rudnik obratoval več kot 50 let.

## Galerija
- Sipine v NP Gurvansaikhan
- Značilno rastlinje
- Baktrijske kamele
- Peščene sipine v Notranji Mongoliji, Kitajska
- Hudourne vode poletnega monsuma, 2005
- Peščene sipine Khongoryn Els, Narodni park Gurvansaikhan, Mongolija

## Degradacija tal
Trenutno se puščava Gobi alarmantno širi. Širitev je še posebej hitra na južnem robu na Kitajskem, kjer puščavi Gobi vsako leto odnese okoli 3.600 km2  pašnikov. Prašne nevihte se na Kitajskem redno pojavljajo in so se po pogostnosti povečale v zadnjih 20 letih, predvsem zaradi širjenja puščav. To povzroča ogromno škodo Kitajskemu kmetijstvu.
Širitev Gobija je pripisati predvsem človekovi dejavnosti, predvsem krčenju gozdov, čezmerni paši in izčrpavanju vodnih virov. Kitajska je poskušala že različne načrte za upočasnitev širjenja puščave, ki pa so se izkazali za manj uspešne in brez večjih učinkov. Najnovejši načrt vključuje sajenje zelenega Kitajskega zidu, velik prstan na novo zasajenih gozdov. Vlada upa, da bodo ti gozdovi pomagali stabilizirati tla, zadrževati vlago in delovati kot blažilec nadaljnjemu širjenju puščave.

## Ekoregije v Gobiju
Širše območje Gobija je razdeljeno na pet suhih ekoregij.
- Vzhodno puščavska stepa je najvzhodnejša od ekoregij Gobija in pokriva površino 281.800 km². Sega od planote Notranje Mongolije na Kitajskem proti severu v Mongolijo. Obsega gore Yin in veliko nizko ležečih območjih s slanimi in majhnimi jezeri. Omejena je z mongolsko-mandžurijskim travnatim področjem na severu, planjavami Rumene reke na jugovzhodu in polpuščavskim platojem Alashan na jugovzhodu in vzhodu.
- Polpuščavski plato Alashan leži zahodno in jugozahodno od vzhodne puščavske stepe. Sestoji iz puščavskih kotlin in sredogorja, ki leži med območju Altaja na severu, gorovja Helan na jugovzhodu in pogorja Qilian in severovzhodnega dela tibetanske planote na jugozahodu.
- Jezerska dolina in puščavska stepa; ekoregija leži severno od polpuščavskega platoja Alashan med pogorjem Altaj Altaj na jugu in Khangai na severu.
- Polpuščavska kotlina Dzungarian obsega puščavsko kotlino, ki leži med pogorjem Altaj na severu in pogorjem Tian Shan na jugu. Leži v severnem delu kitajske provinci Xinjiang in se razteza na jugovzhodnem vogalu Mongolije. Polpuščavski plato Alashan leži na vzhodu, stepska dolina Emin na zahodu, oboje na meji med Kitajsko in Kazahstanom.
- Pogorje Tian Shan ločuje kotlino Dzungarian od polpuščavske Taklamakan puščave, ki je nizka, peščena puščavska kotlina obdana z visokimi gorovji tibetanske planote na jugu ter Pamirjem na zahodu. Ekoregija puščava Takla Makan obsega tudi puščavo Lop.

### Vzhodno puščavska stepa
Površina je zelo raznolika, čeprav obstajajo velike razlike v nadmorski višini. Med Ulan Batorjem (48°00′N 107°00′E / 48.000°N 107.000°E) in majhnim jezerom Iren-dubasu-nor (43°45′N 111°50′E / 43.750°N 111.833°E) je površina močno erodirana. Široka ravna depresija in kotline so ločene s skupinami sploščenih gora razmeroma nizke nadmorske višine 150–180 m, skozi katere štrlijo arhaične kamnine kot čeri in osamljene ostre skale. Tla ležijo večinoma na višini med 900 do 1.000 m. Dlje proti jugu, med Iren-dutiasu-nor in Hwang-ho regijo, sestavljajo široko ravnino izmenično ploščata nadvišanja, ki segajo do nadmorske višine 1000–1100 m, včasih do 1.200 m. Pobočja planot so bolj ali manj strma, včasih so prerezana z nižjimi zajedami.
Bližje meji z grebenom Hyangan se svet postopoma dvigne na 1370 m, nato pa na 1630 m. Tukaj so depresije pogosto napolnjene z jezerci, voda v njih je običajno slana ali brakična (polslana). Na obeh delih, tukaj, kot 320 km južno od Ulan Batorja, so pogosti potoki, zato je trave bolj ali manj v obilju. Skozi vse centralne dele, dokler ne dosežejo gora, ni nobenih dreves ali grmičevja. Gline in peski so prevladujoče formacije, vodotoki, zlasti na severu, so izkopali 2–3 m  globoke struge. V številnih krajih v ravnicah, suhih dolinah ali depresijah dlje na jugu, je plast puhlice debela 5–6 m in izpostavljena. Zahodno od poti iz Ulan Batorju - Kalgan, pokrajina predstavlja približno enake splošne funkcije, razen da so gore niso razpršene, ampak bolj strnjene v verige, ki potekajo od vzhoda proti zahodu, zahod-severozahod do vzhod-jug-vzhod in zahod-jug-zahod do vzhod-severovzhod.
Nadmorske višine so višje, tiste nižje ležeče od 1.000 do 1.700 m izstopajo za 200 – 500 m  nad teren, izjemoma nekateri vrhovi dosežejo 2400 m. Vzpetine ne tvorijo neprekinjene verige, ampak kratka rebra, skupine naraščajo iz enotne osnove, ki jih seka labirint grap, žlebov, sotesk in kotlin. Planote, zgrajene iz horizontalnih rdečih sedimentov Han-gai (Obrucheva Gobi formacija), ki so značilne v južnih delih vzhodne Mongolije, so tukaj odsotne ali pa se pojavijo le lokalno, v bližini reke Shara-muren. Zelo so presekane z jarki ali suhimi strugami. Vode je malo, ni potokov, jezer, ni nobenih vodnjakov, padavine so redke. Prevladujejo vetrovi iz zahoda in severozahoda in prah prekriva pokrajino kot v Takla Makan ali puščavi Lop. Značilnost flore so divji česen, Kalidium gracile, pelin (Artemisia (genus)), grm Haloxylon, Nitraria schoberi, Caragana, Ephedra, slanuše in trave Lasiagrostis splendens. Divja čebula Allium polyrrhizum je glavna hrana za velike črede živali in Mongoli trdijo, da je to bistvenega pomena za proizvodnjo in okus kameljega mleka (airag) (fermentirano mleko).
To veliko puščavsko pokrajino je prečkalo več trgovskih poti, nekatere so bile v uporabi že tisoče let. Med najpomembnejšimi so tiste iz Kalgana (tudi Zhangjiakou pri Kitajskem zidu) do Ulan Batorja (960 km), od Jiuquana (provinca Gansu) do Hamija (670 km ), od Hamija v Peking (2000 km), od Hohhota do Hamija in Barkula in od Lanzhouja (v Gansu) do Hamija.

### Polpuščavski plato Alashan
Jugozahodni del Gobija je znan tudi kot Hsi-tau in Mali Gobi ter zapolnjuje prostor med veliko severno zanko Rumene reke na vzhodu, reke Ejin na zahodu in gorovjem Qilian in ozko kamnito verigo Longshou. Leži na nmv 3.200 do 3.500 m na jugozahodu. Puščava Ordos, ki zajema severovzhodni del planote Ordos v veliki severni zanki Huang He, je tudi del te ekološke regije. Spada v srednjo kotlino treh velikih depresij, na katere delijo Gobi kot celoto.
"Topografsko," pravi Nikolaj Mihajlovič Przevalskij, "je svet povsem raven, ker ga je po vsej verjetnosti enkrat oblikovalo dno ogromnega jezera ali celinskega morja." Ugotavlja, da temelji območje te ravne regije na slani [Glina|[glini]] in peskih in ne nazadnje, slana jezera zasedajo najnižje predele. Stotine kilometrov daleč se ne da videti ničesar drugega kot samo pesek. Mongoli ta pojav imenujemo Tengger (tj. nebo). Ta velika prostranstva so popolnoma brez vode, ni oaz za lajšanje neprekinjenih območij rumenega peska, ki se izmenjuje z enako obsežnimi območji slane gline ali, bližje vznožju goram, z neplodnim prodom. Poprečna nadmorska višina znaša od 1.000 do 1.500 m, a tudi ta del je, tako kot večina drugih delov Gobija, prekinjen s karirasto mrežo hribov, ki se dvigajo do 300 m višje. Vegetacija je omejena na nekaj sort grmovja in ducat vrst trav in zelišč, največ je grmičevja Haloxylon ammondendron in Agriophyllum gobicum. Druge vrste so še bodikav convolvulus, pelin (Artemisia campestris), akacija, Inula Ammophila, Sophora flavescens, convolvulus ammanii,  Peganum nigellastrum in Astragalus, vse pa pritlikavo, deformirano in sestradano. Favna je sestavljena iz majhnih antilop, volka, lisice, zajca, ježa, kune, številnih kuščarjev in nekaj ptic, npr. sandgrouse, stonechat, vrabec, žerjav, Hendersonova talna šoja (Podoces hendersoni), škrjanec (Eremophila alpestris) in (Galerida cristata).

### Polpuščavska kotlina Dzungarian
Strukturo pokrajini daje mogočno gorovje T'ien Shan ali Nebeško gorovje, ki poteka od zahoda proti vzhodu. Ločuje severno tretjino Sinkiang od južnih dveh tretjin. Na severni strani reke nastajajo iz snega in ledenikov, ki so v visokogorju prebile neplodna predgorska pobočja in tečejo ven ter formirajo ogromne planote. Tu so se reke začele razlivati in ustvarjati barja z gostim blazinastim rastjem. Zahodnjaki to imenujemo puščava Dzungarian. Kitajci so ga tudi imenovali puščava, Mongoli pa teren imenujejo gobi - dežela tankega  rastlinja, bolj primernega za kamele kot za krave, lahko tudi zanje, če so črede manjše in se pogosto selijo, ohranjajo tudi konje, ovce in koze. Zelišča vsebujejo visok delež lesne mase, dišečih rastlin. Gobi ovce imajo najbolj aromatsko meso na svetu.
Dolina Yulduz ali Haidag-gol (43°N 83°E / 43°N 83°E–43°N 86°E / 43°N 86°E) je mini puščava, obkrožena z dvema predstavnikoma Shanashen Trahen Osh, ki potekata pravokotno in daleč drug od drugega. Ko se nadaljujejo proti jugu, se srečata in obrneta nazaj na vzhod in zahod, z jezerom Bosten med jima. Ti dve verigi označujeta severni in južni rob oziroma veliko izboklino, ki se razteza proti vzhodu na skoraj dvajset stopinj zemljepisne dolžine. Na severni strani se Chol-tagh strmo spušča, njeno podnožje je obrobljeno z nizom globokih depresij od Lukchun (130 m pod morsko gladino), Hami (850 m  nad morjem). Na jugu Kuruk-tagh ležijo puščave Lop Nur, Kum-tagh in dolina Bulunzir-Gol. Tem loku med obema mejnima območjema Chol-tagh in Kuruk-tagh, so Mongoli dali ime Ghashuun-Gobi ali "Slana puščava". Velika je okoli 130 do 160 km  od severa proti jugu, prečkajo jo  številni manjši vzporedni grebeni in verige hribov. Med njimi teče kamnita dolina široka 40 do 80 km, na nadmorski višini 900 do 1370 m. Chol-tagh, ki dosega povprečno nadmorsko višino 1800 m, je popolnoma gola, njeno severno podnožje počiva na ozkem pasu neplodnega peska, ki vodi navzdol do prej omenjenih depresij.
Kuruk-tagh je močno razpadlo, neporaščeno in uničeno gorsko območje, ki je prej bilo  neprimerljivo večjih razsežnosti. Na zahodu, med jezerom Bosten in kotlino Tarima, je sestavljeno iz dveh, morda treh, glavnih verig, ki, čeprav razdeljene, tečejo vzporedno druga z drugo in objemajo številne manjše in nižje verige. Vse te verige delijo regijo v serijo dolgih ozkih dolin, ki padajo v stopnjah na eni strani proti depresiji Lukchun in na drugi strani proti puščavi Lop. V mnogih primerih so te doline prečno pregrajene z grebeni ali izrastki. V teh primerih so ugotovili, da so nastale kotlom podobne oblike, ki so bile verjetno dno nekdanjih jezer, ki pa so zdaj skoraj suha in slana. Konfiguracija površja je precej podobna tistemu v dolinah gorovja Kunlun. Hidrografija v Ghashiun-Gobi in Kuruk-tagh je definirana s temi dolinami. Najvišjemu grebenu je dal ime Grumm-Grzhimailo in sicer Tuge-tau, njegova nadmorska višina pa je 2700 m in okoli 1.200 m nad terenom. Območje je povsem neplodno, življenja skoraj ni, razen zajcev, antilop in divjih kamel, ki hodijo med nekaj majhnimi, široko razpršenimi oazami. Vegetacija, ki je omejena na te oaze je v pičla in je v glavnem omejena na grmičevje Haloxylon, Anabasis, trsje (kamish), tamariske, topole in Ephedra.

## Evropska raziskovanja po letu 1911
Gobi ima dolgo zgodovino naseljevanja človeka, večinoma nomadskih ljudstev. Do začetka 20. stoletja je bilo to območje pod nadzorom Manchujev in Kitajske in naseljen predvsem z Mongoli, Ujguri in Kazahstanci. Puščava Gobi kot celota, je bila tujcem precej neznana, podatke so prinašali le posamezni popotniki, ki so jih poti vodile čez puščavo. Med evropskimi raziskovalci, ki so prispevali k razumevanju puščave Gobi so zgodnjega 20. stoletja so najpomembnejši:
- Jean-François Gerbillon (1688–1698)
- Eberhard Isbrand Ides (1692–1694)
- Lorenz Lange (1727–1728 in 1736)
- Fuss in Alexander G. von Bunge (1830–1831)
- Hermann Fritsche (1868–1873)
- Pavlinov in Z.L. Matusovski (1870)
- Ney Elias (1872–1873)
- Nikolaj Mihajlovič Przevalskij (1870–1872 in 1876–1877)
- Zosnovsky (1875)
- Mikhail V. Pevtsov (1878)
- Grigory Potanin (1877 in 1884–1886)
- Count Béla Széchenyi in Lajos Lóczy (1879–1880)
- Bratje G. E. Grumm-Grshimailo (1889–1890) in ? Grumm-Grshimailo.
- Pyotr Kuzmich Kozlov (1893–1894 in 1899–1900)
- Vsevolod I. Roborovsky (1894)
- Vladimir Obruchev (1894–1896)
- Karl Josef Futterer in Dr. Holderer (1896)
- Charles-Etienne Bonin (1896 and 1899)
- Sven Hedin (1897 in 1900–1901)
- K. Bogdanovich (1898)
- Ladyghin (1899–1900) in Katsnakov (1899–1900)